# 塔猜亚·乌诺

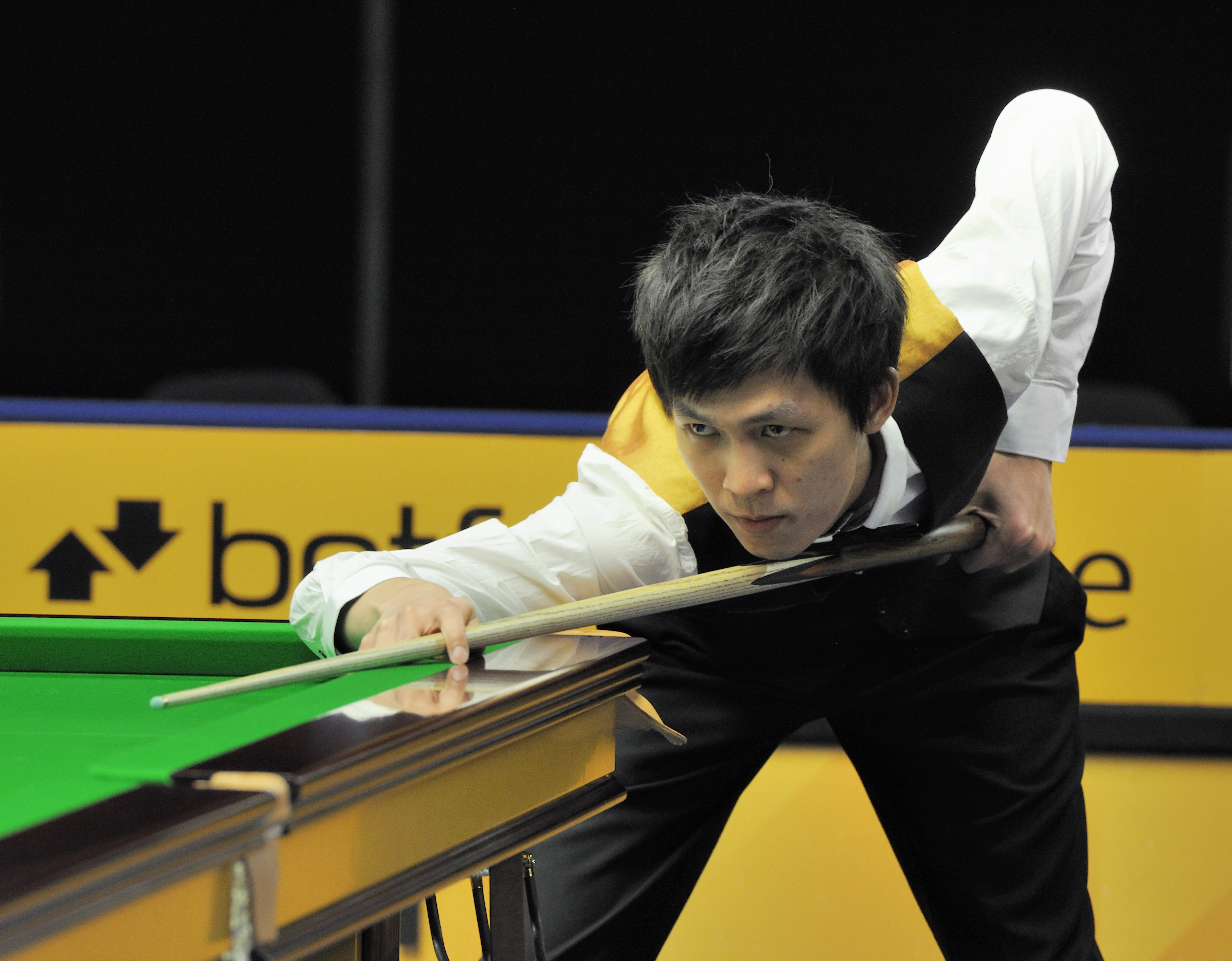
塔猜亞·乌诺（2013年）

塔猜亞·乌诺（皇家轉寫：Thepchaiya Unnu；1985年4月18日—），泰國籍職業司諾克球手。

## 職業生涯
塔猜亞首次參加職業錦標賽是2009/10年賽季，因為贏得2008年世界斯诺克業餘锦标赛而獲得參賽資格，但一個賽季後他退出職業球賽。
2012年，他獲得泰國提名參加2012/13年賽季的職業賽。作為職業賽新秀，他至少要贏得四場資格賽才能進入正式淘汰賽。塔猜亞在首項錦標賽澳洲哥德菲爾德司諾克公開賽的第三輪資格賽出局。9月舉行的世界斯诺克球员巡回锦标赛第三項賽事對史蒂夫·戴维斯，官方宣佈由於投注傾向異常，塔猜亞受到調查；塔猜亞勝出賠率在賽前由熱門的8/11降至11/8，最終以4-0輸給前世界冠軍。11月，世界职业台球与斯诺克协会宣佈由於證據不足，不會對塔猜亞作出處分。2012年斯诺克英国锦标赛和2013年斯诺克世界公开赛，他均打進資格賽第四輪，但分別輸給迈克尔·霍尔特和賴恩·戴爾。2012/13年球员巡回锦标赛的十項賽事中，塔猜亞出席了九項，最佳成績為歐洲赛16強，最終以46名成績完成整個巡回锦标赛。賽季最後一場比賽是2013年司諾克世界錦標賽第三輪資格賽中，他以10-3輸給本·沃拉斯顿，年終世界排名為69名。

### 2013/2014賽季
塔猜亞在2013年澳洲哥德菲爾德司諾克公開賽資格賽出局，但在中國成都舉行世界斯诺克国际锦标赛資格以6-5擊敗杰拉德·格林，使他首次打進正式賽.。正式賽64強，塔猜亞輕鬆地以6-1擊敗中國球手張安達晉級，但在32強輸給尼爾·羅伯森。此後他連續五項排名賽都能打進正式賽，包括2014年德國大師賽以5-4擊敗罗尼·奥沙利文，但在32強以5-0輸給傑克·利索夫斯基。2014年世界公开赛，塔猜亞首次在職業錦標賽打進16強，包括以5-4擊敗史提芬·麥佳亞和5-1擊敗安德鲁·希金森，最終以5-2不敵格林美·杜特。在斯诺克中国公开赛，塔猜亞以5-0擊敗1997年世界冠軍肯·达赫蒂，但以5-3輸給中國球手丁俊晖。他的年終世界排名為59名。

### 2014/2015賽季
塔猜亞再次成功晉級世界斯诺克国际锦标赛正式賽，但在首輪以6-5不敵弗盖里·奥布莱恩。2014年英國公開賽，縱使塔猜亞打出單桿137分和117分，仍然輸給罗宾·赫尔。2014年球员巡回锦标赛亞洲賽的蘇州公開賽中，他取得五連勝打進半決賽，以4-1擊敗马克·威廉姆斯首次打入決賽，但以4-1輸給祖·佩利無緣冠軍。
2015年司諾克印度公開賽，塔猜亞在首輪淘汰了衛冕的丁俊晖，賽後他形容為職業生涯上最大的勝仗，但不認為自己能贏得冠軍。儘管如此，他爆冷擊敗卢卡·布雷切尔、杰米·琼斯和馬克·戴維斯，在半決賽以3-0領先下連輸四局給里基·沃尔顿。之後他首次獲得世界斯诺克球员巡回锦标赛總決賽的參賽資格，在首輪以4-1輸給马克·威廉姆斯。季後他的排名為49名。

### 2015/2016賽季
塔猜亞在2015/16賽季的首項比賽是曼谷舉行的2015年斯诺克六红球世界锦标赛並贏得冠軍，冠軍路上擊敗了世界冠軍史超活·冰咸、朱德·特鲁姆普，在決賽以8-2打敗中國的梁文博。2015年12月1日斯诺克英国锦标赛對尼爾·羅伯森的賽事中，塔猜亞在第6局因為最後一顆黑球打失，而失去滿分桿的44,000鎊獎金。2016年4月16日，塔猜亞於世界桌球錦標賽外圍賽對麥基爾的賽事中，再一次因為打失最後一顆黑球，錯失了取得單杆147分的機會。

### 2016/2017賽季
經歷兩次147失敗之後，在2016年8月的保罗·亨特经典赛，塔猜亞終於首次打出單杆147分。

## 外部連結
- Player profile on World Snooker （页面存档备份，存于）
- Player profile on Pro Snooker Blog （页面存档备份，存于）
- Article on Pro Snooker Blog （页面存档备份，存于）